# カーリー・コロン
カーリー・コロン（Carlos Edwin Colon Jr.、1979年2月21日 - ）は、プエルトリコのプロレスラー。サンフアン出身。カリート（Carlito）のリングネームで知られる。
プエルトリコのプロレス団体WWCのオーナーでプエルトリコの帝王と呼ばれるカルロス・コロンの息子。実弟にWWE所属のプリモ。親戚にWWE所属のエピコがいる。

## 来歴

### キャリア初期

#### 1999年 - 2003年
1999年、父親であるカルロスが主宰するWWC（World Wrestling Council）にてプロレスラーデビュー。デビュー後はWWC専属のカメラマンとしても活動。弟のエディ・コロンとWWC世界タッグ王座を獲得し、また団体最高の王座であるWWCユニバーサルヘビー級王座をWWEと契約するまでに10回獲得した。

### WWE

#### 2003年 - 2007年
2003年、WWEと契約を交わし入団。傘下団体であるOVWにてトレーニングを開始。
2004年、カリート・カリビアン・クール（Carlito Caribbean Cool）のリングネームでWWEに昇格。10月5日、SmackDown!にてデビュー。WWE US王座を保持するジョン・シナと対戦して勝利。ベルトを奪取する。WWE US王座獲得後、ヘスースをボディガードに従えてシナと抗争を展開。
2005年、マット・モーガンと組んでビッグ・ショーと抗争したが、6月のドラフトでRAWに移籍。RAWデビュー戦でシェルトン・ベンジャミンを破りIC王座を獲得。「自分はクールだ」と主張し、クールじゃない奴にはリンゴをかじり相手に吐きつけるギミックになり、リングネームをカリートへとマイナーチェンジ。スーパースターをゲストに招いてのインタビューコーナーであるカリートス・カバナのホストも担当したが、結局最後にはゲストと争うことになった。偉大なレスラーの父、カルロス・コロンの影響からレスリング技術は高く、その憎めないキャラからヒールの立場にありながらも観客から声援を浴びるという人気者であった。サマースラム以降、クリス・マスターズと組んでショーン・マイケルズ & リック・フレアーと抗争。
2006年、レッスルマニアでマスターズと決裂してベビーターンを果たす。トリッシュ・ストラタスと恋愛ストーリーが始まるが、トリッシュの引退によってトリー・ウィルソンと恋仲になる。この頃から中堅路線のメインレスラーとして活躍していた。
2007年になり、リック・フレアーの呼びかけによってタッグ結成。フレアーに「情熱が足りない」という指摘を受け、弟子入りする格好となるが戦績は振るわず、フレアーを裏切り再びヒールターンした。その後、約3年ぶりにジョン・シナと抗争した。バックステージでの態度の問題でプッシュが少なくなり、退団を考えていたが、ビンス・マクマホンの説得でWWEに残留することを決めた（現在も自分の立場についてたびたび不満をもらすことが多い）。その際ビンスの提案で、RAW15周年記念大会でジェフ・ハーディーとのラダー・マッチ系式によるIC王座戦が組まれたが敗退。12月にはイタリア系レスラー、サンティーノ・マレラと組み始めた（なおこのコンビは「マニート」と呼ばれている）。そして2008年のロイヤルランブルへの出場がマレラと共に決定した。

#### 2008年 - 2010年
2008年3月、コーディ・ローデスとのレッスルマニアでのマネー・イン・ザ・バンク・ラダー・マッチの出場権を賭けた予選に勝利。自身初となるマネー・イン・ザ・バンク・ラダー・マッチへの出場が決定した。6月、追加ドラフトでSmackDown!に移籍。9月12日、SmackDown!にベビーフェイスとして復帰。弟のプリモと組んでジ・エッジヘッズとノンタイトルマッチながら勝利を収めている。同月19日、久々のカリートス・カバナを主催しプリモと共演。エッジヘッズの保持するWWEタッグ王座の獲得に向け宣戦布告。同月26日、SmackDown!においてWWEタッグ王座を奪取した。
2009年4月5日、レッスルマニア25にてジョン・モリソン & ザ・ミズとタッグ王座統一戦が行われ勝利。WWE統一タッグ王座を戴冠。その後追加ドラフトで弟のプリモと共にRAWへ移籍する。6月28日、ザ・バッシュで試合直前にSmackDown!のGMであるセオドア・ロングによりトリプルスレット形式に変更されWWE統一タッグ王座戦で王座を陥落。以降、タッグ王座を取れない原因をプリモの責任にして暴行。「仕事に家族は関係ない」と発言して退場した。プリモとは抗争へと展開し、プリモの顔面にかじったリンゴを吹きつけ、完全に敵対。7月、ナイト・オブ・チャンピオンズにて6パック・チャレンジ形式のUS王座戦にはビッグ・ショーの代わりに出場したプリモと途中でコンビネーション技を決めたりし、終盤にはカリートが王座を譲るような仕草を見せたがカバーに行く途中背中を向けた所でバックスタバーを敢行し脱落させたが、その直後にコフィ・キングストンに敗戦。王座を逃した。
2010年の2月から始まった新番組NXTではマイケル・ターヴァーを指導するプロとして登場。5月6日、Superstarsにてプリモとのタッグを再結成するが5月21日、ウェルネスポリシー違反のためWWEより解雇が発表された。

### インディー団体

#### 2010年 -
WWE解雇後、2010年7月10日、古巣であるWWCに復帰。37th Aniversario 2010 Weekendにてカリート・カリビアン・クールのリングネームで弟のプリモ・コロンと組んでサンダー & ライトニングと対戦して勝利。同月31日、La Revolucion 2010にてバンピーロ・カナディエンセと対戦。最後にバック・スタバーを決めて勝利した。9月25日、Septiembre Negro 2010にてエル・メシアスと対戦。乱闘による混乱の中、メシアスを丸め込んで勝利した。10月1日、ニューヨーク州を拠点とするNEW（Northeast Wrestling）のBrass City Brawlに参戦。TNA所属のロビーEと対戦して勝利。同月2日、Thunderslamではシェルトン・ベンジャミンと対戦して勝利した。12月3日、初来日を果たしてアントニオ猪木が主宰するIGF（イノキ・ゲノム・フェデレーション）のINOKI BOM-BA-YE 2010に参戦。ケンドー・カシンと対戦するがカシンの調整不足であろうと見られる動きに噛み合わない上に、丸め込まれた際にレフェリーのミスにより敗戦した。
2011年3月13日、メキシコのメジャー団体であるAAAの Sin Limiteに登場。同月18日のRey de Reyes 2011への出場権を賭けた4wayイリミネーションマッチにてオズ、ジャック・エバンス、デクニスを相手に序盤はデクニスと手を組んで試合を優位に進めてオズへスウィンギング・ネックブリーカーを決めてフォール。そして終盤にはエバンスとの真っ向勝負となり最後にエバンスのスプリングボード・450°スプラッシュを避けてバック・スタバーを決めて勝利した。同月18日、Rey de Reyes 2011にて4wayイリミネーションマッチをエクストリーム・タイガー、エレア・パーク、エル・メシアスと行い試合中盤にメシアスとパークが場外の大乱戦の末にメシアスが2階席から1階で机に寝かされたパークへダイビング・ボディプレスを投下。そのまま両者起き上がれずリングアウトとなりエクストリーム・タイガーとの一騎討ちへ。終盤まで攻め続け最後にはトップロープへ登るもレフェリーの妨害で落ちるとエクストリーム・タイガーからセイバートゥース・スプラッシュを決められ敗戦した。7月17日、WWC 38th AniversarioにてTNA所属のアビスと対戦。終盤にアビスより机にチョークスラムで叩きつけられ、瀕死の状態のところへ画鋲を撒かれるが直後に復活してコーナー上での争いになると最後にコーナーポスト上から雪崩式パワーボムを決めて勝利。試合後にはアビスのセコンドであったホセ・チャパロにバック・スタバーを仕掛けた。11月19日、ペンシルベニア州を拠点とするIWC（International Wrestling Cartel）のNight Of The SuperstarsにてIWC世界ヘビー級王座を保持するジョン・マチェスニーと対戦するが試合途中に敵前逃亡によるリングアウトしたマチェスニーから王座を防衛される形となった。
2012年2月4日、フィリピン・マニラにて行われたWWFX（World Wrestling Fan Xperience）にカリートス（Carlitos）のリングネームで参戦。スニツキーと対戦して場外での攻防を白熱させるが終盤にスニツキーのランニング・ビッグブートを避けるとアップルミストを吹きかけて倒し勝利した。10月6日、トミー・ドリーマーがニューヨーク州にて旗揚げしたHOH（House Of Hardcore）に参戦。ドリーマーが保持するニューヨーク州を拠点にするFWE（Family Wrestling Entertainment）のFWEヘビー級王座を賭けてドリーマー、マイク・ノックスと3wayマッチを行い終盤にエプロンに設置された梯子にドリーマーを叩きつけるとバック・スタバーを決め、フォールを阻止しようとしたノックスへフライング・ドロップキックを喰らわせて倒すとドリーマーをフォールして勝利し、ベルトを奪取した。試合後にはドリーマーから腰にベルトを巻かれ、観客から "Thank you Tommy" と "HOH" のチャントが場内を飛び交った。10月26日、来日して元WWE所属のTAJIRIが主宰するWNC（Wrestling New Classic）に参戦。初代WNC王者決定トーナメントに出場し、1回戦でTAJIRIと対戦。最後にバズソーキックを喰らい敗戦。試合後にTAJIRIを襲撃に来たDQN（黒潮二郎 & 大原はじめ & 野崎渚）に対して黒潮にアップルミストを吹きかけるとTAJIRIは大原へグリーンミストを吹きかけ撃退した。
2013年2月16日、FWE No Limits 2013にカリート・コロン（Carlito Colon）のリングネームで参戦。FWEヘビー級王座防衛戦をトミー・ドリーマー、マット・ハーディーと3wayTLCマッチで対戦。試合終盤に天井に吊り下げられたベルトを取ろうとしたマットとドリーマーが梯子を使い取り合う中、マットがドリーマーを捕らえるとサイド・エフェクトで梯子下に設置されていた机に落下。両者が瀕死の状態の中で "Holy Shit" チャントが飛び交う中、リング外から入るとベルトを取る事に成功し王座を防衛した。6月22日、HOH 2にて元TNAのノックアウトであるロシータを、相手であるマイケル・ベネットは元WWEのディーヴァであるマリア・ケネリスをマネージャーに従えて対戦。終盤にマリアにアップルミストを吹きかけ倒すとベネットからファイヤーマンズキャリーの体勢へとなるが抜け出してバック・スタバーを決め、ロシータがマリアへムーンサルトプレスで追撃。自身はベネット、ロシータはマリアをフォールして勝利した。8月18日、イングランド・ケント州を拠点にするRPW（Revolution Pro Wrestling）のSummer Sizzler 2013に参戦。シャー・サミュエルズと対戦して勝利。9月6日、プエルトリコの団体であるWWL（World Wrestling League）のDream Matches Tourに参戦。ブルー・デーモン・ジュニア、ラ・パルカと3wayマッチで対戦。最後にラ・パルカにバック・スタバーを決めて勝利した。同月22日、WWC Aniversario 2013にてレジェンドレスラーであるスティングと対戦。最後にスコーピオン・デスドロップを喰らい敗戦した。11月9日、HOH 3にてロシータと組んでスティービー・リチャーズ & タラとミックスマッチで対戦。中盤にレフェリーが襲撃に遭い倒れた事によりルールが度外視されロープに振られた際に両者共にリチャーズとタラからスーパーキックを喰らい倒れたところへリチャーズがムーンサルトプレスの名手であるブルー・ミーニーを呼び寄せるがブルー・ミーニーがコーナーポスト上に登る事に手間取い応援するリチャーズとタラに対して背後から両者同時にバック・スタバーを仕掛け、ブルーミーニーにアップルミストを吹きかけた後、ロシータがリチャーズにムーンサルトプレスを決めて勝利した。
2014年10月24日、WWC Aniversario 41にて元TNAのヘルナンデスと対戦。試合中に大乱闘となり両者場外にて白熱するうちにカウントアウトで引き分けとなった。
2015年5月17日、NWA加盟団体であるVPW（Vendetta Pro Wrestling）のChowchilla Fair 2015にて元WWEのリカルド・ロドリゲスと対戦して勝利した。6月20日、アファ・アノアイ・ジュニアが主宰するBPW（Battlefield Pro Wrestling）のOutbreakにてタイラスと対戦して勝利。

## 得意技

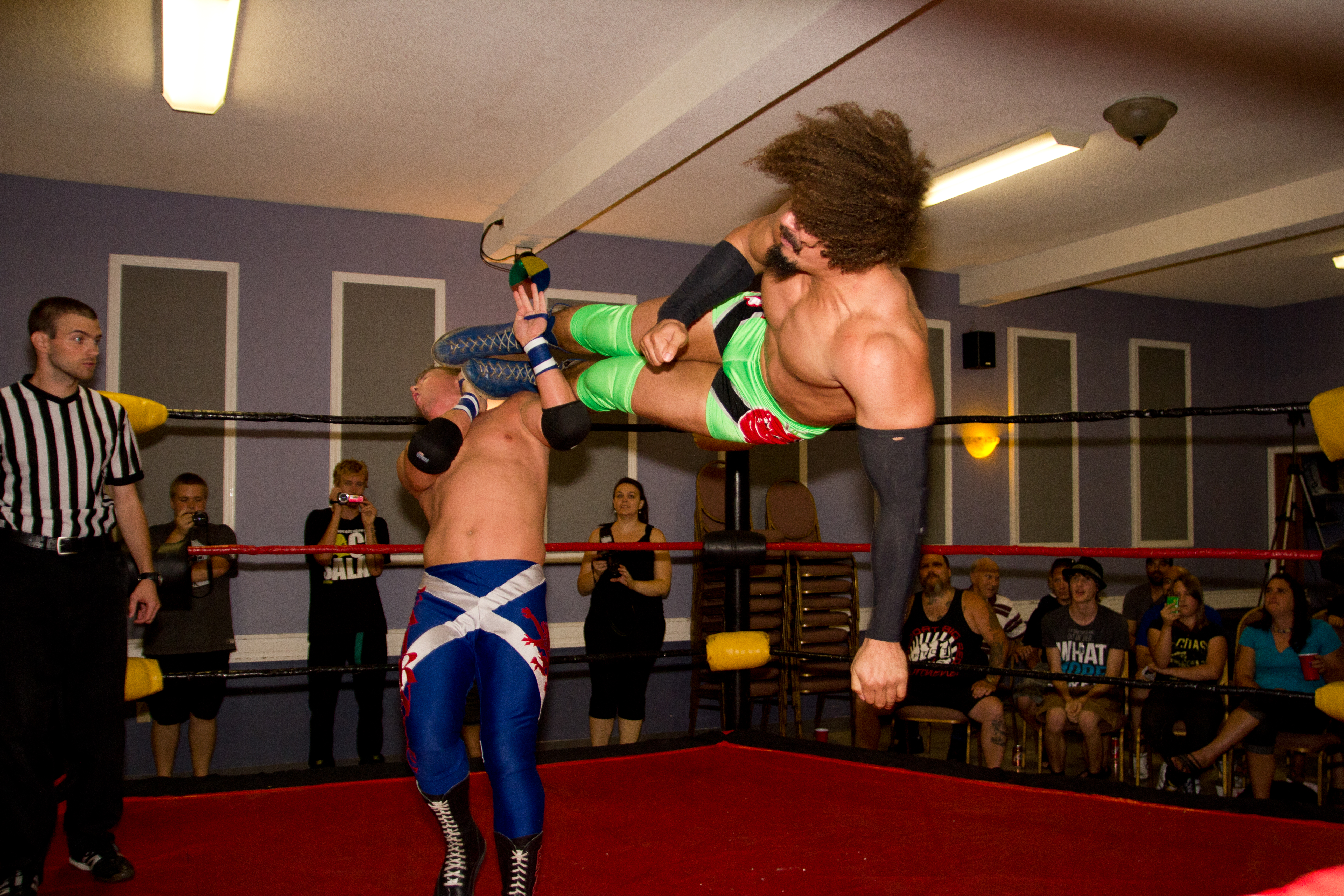
ドロップキック

### フィニッシュ・ホールド

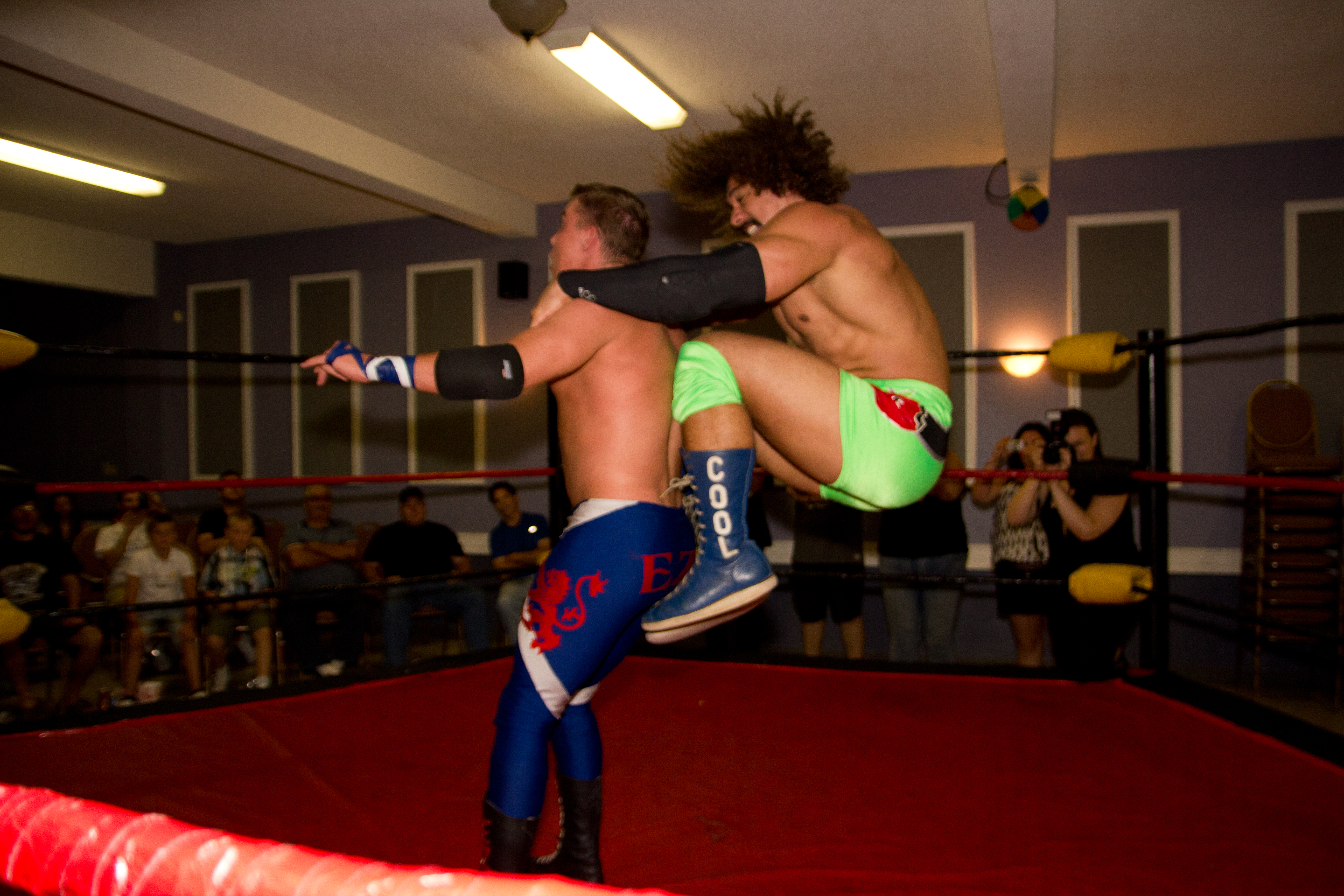
バック・スタバー
フィニッシャー。
変形バックブリーカー。
相手の背中に両膝を押し当ててから後ろに倒れこむことによって背中に衝撃を与える技。
旧名はバック・クラッカー。リック・フレアーに喰らわせ、ヒールターンした際に「背信行為」という意味であるバック・スタバーに名前が変わった。
リバース・スインギング・ネックブリーカー
相手の背後からドラゴンスリーパーの体勢に入り、ドラゴンスクリューのように身を投げ出しつつ回転して相手の顔面を叩き付ける技。
スウィンギング・ネックブリーカー
ブレーンバスターの体勢で担ぎ上げた相手の両足をトップロープに掛け、そこから捻りを加えて後頭部からマットに叩きつける変形スウィング・ネックブリーカー。
前屈みの状態の相手をブレーンバスターの体勢でクラッチ、そして勢いを付けて自らの体と相手の体を共に反転させて背中合わせになる。同時に相手の後頭部を自らの肩の上に乗せて、自身の体を背面からマットに倒しながら相手の体も倒し、マットに着地したときの衝撃で頭部へダメージを与える。スピーディーに繰り出すことにより、その勢い、反転時の遠心力でダメージが大きくなる。2種類を使用。
オーバードライブ
WWEデビュー当時のフィニッシャー。
ランディ・オートンやMVPの得意技としても知られる。

### 打撃技
エルボー
エルボー・スマッシュ
バック・ハンド・チョップ
チョップ・スマッシュ
ドロップキック
延髄斬り

### 投げ技
スープレックス
スナップ・スープレックス
スーパープレックス
バックドロップ
スパインバスター
スパイン・ボム
パワーボム
変形・フライト・ライナー
高角度式フライト・ライナー
向かい合った相手をスタンド式肩固めで捕らえ、そのまま高々と抱え上げて背面から倒れ込むと同時に顔面からマットに叩きつける高角度式フライト・ライナー。

### フォール技
スクールボーイ
バックスライド
スモール・パッケージホールド
ジャックナイフ・ホールド
ローリング・クラッチ・ホールド
スモール・パッケージ・ホールド

### 反則技
ロー・ブロー
ロー・ブロー・キック
アップルミスト
かじったリンゴを相手に吹き付ける。

## 獲得タイトル
WWE
- WWE IC王座 : 1回
- WWE US王座 : 1回
- WWE世界タッグ王座 : 1回

w / プリモ
- WWEタッグ王座 : 1回

w / プリモ
WWC
- WWCユニバーサル・ヘビー級王座：15回
- WWC世界タッグ王座：2回

w / コナン
w / プリモ

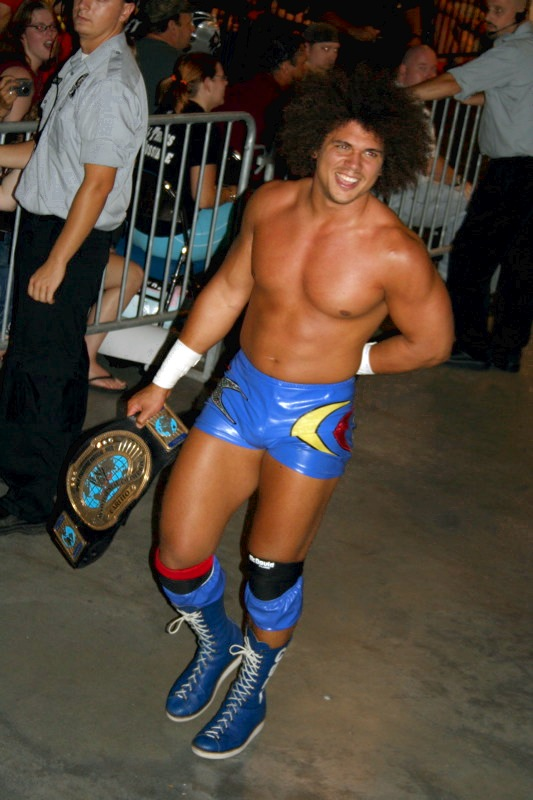
WWE・IC王者時代

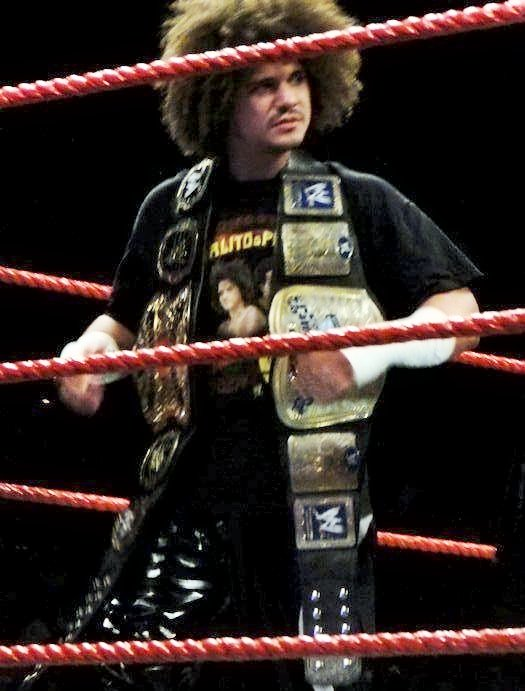
WWE世界タッグ王座

- WWCプエルトリコ・ヘビー級王座 : 1回

FWE
- FWEヘビー級王座 : 1回

WAR
- WAR世界王座 : 1回

1WS
- 1WS世界王座 : 1回

## 入場曲
- Cool